# Кубок Ліхтенштейну з футболу 2011—2012
Кубок Ліхтенштейну з футболу 2011–2012 — 67-й розіграш кубкового футбольного турніру в Ліхтенштейні. Титул вп'яте здобув Ешен-Маурен.

## Календар
| Раунд        | Дата                         | Матчі | Клуби   |
| ------------ | ---------------------------- | ----- | ------- |
| Перший раунд | 16-17 серпня 2011            | 4     | 16 → 12 |
| Другий раунд | 14 вересня 2011              | 4     | 12 → 8  |
| 1/4 фіналу   | 18 жовтня - 2 листопада 2011 | 4     | 8 → 4   |
| 1/2 фіналу   | 9-10 квітня 2012             | 2     | 4 → 2   |
| Фінал        | 16 травня 2012               | 1     | 2 → 1   |

## Перший раунд
| Команда 1       | Рахунок      | Команда 2      |
| --------------- | ------------ | -------------- |
| 16 серпня 2011  |              |                |
| Руггелль II     | 1:2          | Ешен-Маурен II |
| 17 серпня 2011  |              |                |
| Ешен-Маурен III | 0:1          | Трізен         |
| Вадуц-2         | 2:2 пен. 6:7 | Трізен II      |
| Трізенберг II   | 4:0          | Бальцерс III   |

## Другий раунд
| Команда 1       | Рахунок | Команда 2   |
| --------------- | ------- | ----------- |
| 14 вересня 2011 |         |             |
| Ешен-Маурен II  | 3:2     | Бальцерс II |
| Руггелль        | 1:2     | Шан         |
| Трізен          | 4:2     | Шан Аццуррі |
| Трізенберг II   | 0:3     | Трізен II   |

## 1/4 фіналу
| Команда 1        | Рахунок | Команда 2   |
| ---------------- | ------- | ----------- |
| 18 жовтня 2011   |         |             |
| Трізен II        | 0:17    | Вадуц       |
| 25 жовтня 2011   |         |             |
| Трізен           | 0:4     | Ешен-Маурен |
| 26 жовтня 2011   |         |             |
| Ешен-Маурен II   | 0:2     | Трізенберг  |
| 2 листопада 2011 |         |             |
| Шан              | 2:4     | Бальцерс    |

## 1/2 фіналу
| Команда 1      | Рахунок | Команда 2  |
| -------------- | ------- | ---------- |
| 9 квітня 2012  |         |            |
| Ешен-Маурен    | 2:1     | Бальцерс   |
| 10 квітня 2012 |         |            |
| Вадуц          | 3:1     | Трізенберг |

## Фінал
| 16 травня 2012 19:30 (UTC+2) |

| Вадуц                       | 2:2 дч   | Ешен-Маурен                         |
| --------------------------- | -------- | ----------------------------------- |
| Черроне 41' Сара 55' (пен.) | Протокол | Манойлович 68' (пен.) Дулунду 90+4' |

| Райнпарк, Вадуц Глядачів: 9600 Арбітр: Кріс Райсх |

|                                           |     | Пенальті                                |  |
| Бургмаєр · Швеглер · Триподі · Цветинович | 2:4 | Штоклаза · Сімма · Дулунду · Манойлович |  |